# 日本国とアメリカ合衆国との間の相互協力及び安全保障条約
日本国とアメリカ合衆国との間の相互協力及び安全保障条約（にほんこくとアメリカがっしゅうこくとのあいだのそうごきょうりょくおよびあんぜんほしょうじょうやく、英語：Treaty of Mutual Cooperation and Security between Japan and the United States of America、昭和35年条約第6号）は、日本国とアメリカ合衆国の安全保障のため、日本本土に米軍（在日米軍）が駐留することなどを定めた軍事同盟に係る条約である。

## 条約について
1960年（昭和35年）1月19日、アメリカ合衆国のワシントンD.C.で締結された。いわゆる日米同盟（にちべいどうめい）の根幹を成す条約である。条約の第6条の規定に従って「日米地位協定」（にちべいちいきょうてい）が締結されており、これには別の条約である「合意議事録」が付随している。
形式的には1951年（昭和26年）に署名され、翌1952年（昭和27年）に発効した旧安保条約を失効させて新たな条約として締約・批准されたが、実質的には安保条約の改定とみなされている。この条約に基づき、アメリカ軍の日本駐留を引き続き認めた。60年安保条約、新安保条約（しんあんぽじょうやく）などとも言われる。なお、新・旧条約を特段区別しない場合の通称は日米安全保障条約（にちべいあんぜんほしょうじょうやく）、日米安保条約（にちべいあんぽじょうやく）である。

## 概要
1951年（昭和26年）9月8日、アメリカ合衆国を始めとする第二次世界大戦の連合国側49ヶ国の間で日本国との平和条約（サンフランシスコ講和条約）が締結され、翌1952年（昭和27年）4月28日に効力が発生した。この際、同条約第6条（a）但し書きに基づき、同時に締約された条約が旧日米安全保障条約（日本国とアメリカ合衆国との間の安全保障条約）であり、この条約に基づき、連合国軍による日本の占領統治は終了して日米両国は国交回復し、GHQ麾下部隊のうちアメリカ軍部隊は在日米軍として駐留を継続し、他の連合国軍（主にイギリス軍）部隊は撤収した。
旧条約は日本の自主防衛力が除去された戦後占領期の社会情勢を前提に、日本政府が米軍の駐留を希望するという形式をとるものであり、また米国の「駐留権」に基づく片務的な性格を持つ条約であった。
1958年（昭和33年）10月4日、日米合同委員会が東京で開かれ、岸信介首相、藤山愛一郎外相、ダグラス・マッカーサー2世大使らが出席。以後、安保条約改定の交渉が進められていった。

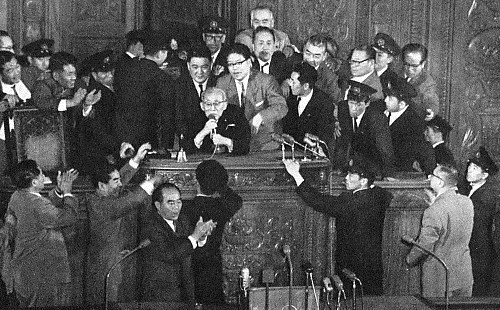
野党議員らに詰め寄られながら会期延長を宣言する清瀬一郎衆議院議長（1960年5月19日）。議長の左すぐ後ろは金丸信。

1960年（昭和35年）1月16日に渡米した岸信介首相率いる全権委任団は、同1月19日に旧安保条約に代わる新安保条約に調印した。ドワイト・D・アイゼンハワー大統領の訪日が予定されていた同年6月19日までに条約を批准したい岸首相の意向の下、期日までに衆議院の優越を利用した自然承認が成立するぎりぎりの日程であった5月20日、衆議院本会議で条約が承認された。
条約承認については野党が強く反発しており、前日の5月19日には日本社会党議員らが清瀬一郎衆議院議長を監禁して採決を阻止していたが、同日午後11時7分に警官隊がこれを排除した。清瀬議長は金丸信ら屈強な自由民主党議員らに守られながら議場に入り、自民党が会期延長を単独採決した。更に日付が変わった直後の午前0時5分に清瀬議長が開会を宣言し、そこで条約承認が緊急上程され可決した。なお、多数の議員が壇上に押しかける中で清瀬議長がマイクを握りしめているという有名な「強行採決」の様子は、会期延長を議決したときのものであり、その後野党議員らが抗議の退出をしたため条約批准案の可決自体は粛々と行われた。	
この強行策は安保闘争の活発化を招く結果となり、条約反対運動は次第に激しいものとなっていった。アイゼンハワー大統領の訪日も結局中止されることとなるが、岸政権の目論見通り、条約は30日後の6月19日に参議院の承認のないまま自然承認された。批准書交換が行われて条約が発効した6月23日、岸は退陣を表明した。
新条約では集団的自衛権を前提とした（形式としては）双務的体裁を採用しており、日米双方が日本および極東の平和と安定に協力することを規定した。また、その期限を10年とし、以後は締結国からの1年前の予告により一方的に破棄出来ると定めた。締結後10年が経過した1970年（昭和45年）前後に再び安保闘争が興隆したものの、以後も当条約は破棄されておらず、現在も効力を有している。
新安保条約は、同時に締結された日米地位協定によりその細目を規定している。日米地位協定では日本がアメリカ軍に施設や地域を提供する具体的な方法を定める他、その施設内での特権・税金の免除・兵士と軍属などへの裁判権などを定めている。またこれらと同時に、「日米地位協定合意議事録」が作成された。

## 条文

### 内容
(前文にて、条約を締結することの意義について説明する。また、個別的及び集団的自衛権についても言及している。)
第1条
国際連合憲章の武力不行使の原則を確認し、この条約が純粋に防衛的性格のものであることを宣明する。
第2条
自由主義を護持し、日米両国が諸分野、とくに経済分野において協力することを規定する。
第3条
日米双方が、憲法の定めに従い、各自の防衛能力を維持発展させることを規定する。
第4条
（イ）日米安保条約の実施に関して必要ある場合及び（ロ）我が国の安全又は極東の平和及び安全に対する脅威が生じた場合には、日米双方が随時協議する旨を定める。この協議の場として設定される日米安全保障協議委員会の他、通常の外交ルートも用いて、随時協議される。なお、いわゆる「事前協議」の制度はこの規定とは関係がない。
第5条
日本における、（日米）いずれか一方に対する武力攻撃はそれぞれ自国の平和及び安全を危うくするものであるという両国による位置づけを確認し、憲法の規定や手続きに従い共通の危険に対処するように行動することを宣言している。
第6条
在日米軍について定める。細目は日米地位協定などに規定される。
第7条、第8条、第9条
他の規定との効力関係、発効条件などを定める。
第10条
当初の10年の有効期間（固定期間）が経過した後は、1年前に予告することにより、一方的に廃棄できる旨を規定する。いわゆる自動延長方式の規定であり、この破棄予告が出されない限り条約は存続する。なお、代わる国連の措置が有効になったと両国が認めれば、この条約は終了するとしている。

## 本質・諸解釈など

### 日米安全保障条約の本質の変化
日米安全保障条約は時代と共に本質を変化させて来た。
旧安保条約が締結された当時、日本の独自の防衛力は事実上の空白状態であり（警察予備隊の創設が1950年（昭和25年）秋である）、一方で既に前年の1950年（昭和25年）に朝鮮戦争が勃発して在日米軍は朝鮮半島に出撃しており、アメリカは出撃拠点ともなる後方基地の安全と補給の確保を喫緊の課題としていた。日本側の思惑としては独自の防衛力を再建するための時間的猶予がいまだ必要であり、また敗戦により破壊された日本の国力が正常な状態に復活するまで安全保障に必要な大半の軍事をアメリカに委任させることで経済負担を極力抑え、経済復興から経済成長へと注力するのが狙いであった。1953年（昭和28年）7月に朝鮮戦争が停戦した後もひきつづき冷戦構造のもとで、日本は韓国・中華民国（台湾）と共に、陸軍長官ケネス・クレイボーン・ロイヤルの提唱した「封じ込め政策」に基づく反共主義の砦・防波堤として、ソ連・中国・北朝鮮に対峙していた。
1950年代中期になると、日本経済は朝鮮戦争特需から1955年（昭和30年）の神武景気に入り、1955年（昭和30年）の主要経済指標は戦前期の水準を回復して復興期を脱した。経済白書は「もはや戦後ではない」と述べ、高度経済成長への移行が始まった。政治体制においても自由党と日本民主党が合併し自由民主党に、右派と左派が合併した日本社会党が設立され、いわゆる「55年体制」が成立し安定期に入った。そして1959年、日本が戦後初めて発行した外債は米国の金融市場が引受けた。一方で、1954年（昭和29年）から1958年（昭和33年）にかけて中華人民共和国と中華民国（台湾）の間で台湾海峡危機が勃発し、軍事的緊張が高まった。また、アメリカ政府が支援して成立したゴ・ディン・ジエム大統領独裁体制下の南ベトナムでは後のベトナム戦争の兆しが現れていた。こうした日米両国が置かれた状況の変化を受けて締結されたのが新安保条約である。当条約の締結前夜には反対運動が展開された（安保闘争）。
新安保条約は1970年（昭和45年）をもって当初10年の固定期間が満了となり、単年毎の自動更新期に突入したが、東西冷戦構造の下で条約は自動的に更新され続けた。一方、その意義付けは、1978年以降「日米防衛協力のための指針」（ガイドライン）と、その改定の形で示され、対ソ連から対朝鮮有事、そして対中へと軍事条約としての実質的な性質を変えていった。
1979年（昭和54年）5月にアメリカを訪問した大平正芳首相は、日本の首相として初めてアメリカを「同盟国」と表現した。しかし、後任の鈴木善幸首相は、1981年（昭和56年）5月のアメリカ訪問時のレーガン大統領との日米共同声明に初めて「同盟」という表現が入ったことについて、帰国後「軍事的意味合いは持っていない」として、外務事務次官が異なる説明をすると激怒し、伊東正義外務大臣が事実上これに抗議して辞任している。日米「同盟」という言葉が市民権を得たのは、1983年1月の中曽根康弘首相によるアメリカ訪問時の共同宣言からとされる。
1991年（平成3年）12月のソビエト連邦の崩壊により冷戦は終結したが、ソ連崩壊後の極東アジアの不安定化や北朝鮮の脅威、中台関係の不安定さや中国の軍事力増強など、日本および周辺地域の平和への脅威に共同対処するため引き続き条約は継続している。日本政府は、基本的価値や戦略的利益を共有する国がアメリカであるとし、日米安保は日本外交の基軸であり極東アジアの安定と発展に寄与するものとしている。一方で日米双方において、当条約の有効性や歴史的存在意義についての多くの議論がおこなわれるようになっている。
2004年（平成16年）度の日本防衛白書では初めて中華人民共和国の軍事力に対する警戒感を明記し、また米国の安全保障に関する議論でも、日本の対中警戒感に同調する動きが見られ、2005年（平成17年）、米大統領ジョージ・W・ブッシュの外交に大きな影響を持つコンドリーザ・ライス国家安全保障問題担当大統領補佐官が中国に対する警戒感をにじませる発言をし、日米安全保障条約の本質は対中軍事同盟・トルコ以東地域への軍事的存在感維持の為の物へと変化して来ている。
2010年（平成22年）1月19日、米大統領バラク・オバマは、日米安保条約改定の署名50周年に際して声明を発表した。声明では、「共通の課題に対して両国が協力することは、われわれが世界に関与する上での重要な一部となる」として、日米安保を基盤として両国の世界規模での協力の必要性を強調した。また「日本の安全保障に対する米国の関与は揺るぎない」として、「同盟を21世紀向けに更新し、両国を結束させる友好関係と共通の目的を高めよう」と呼びかけていた。また、安保改定50年にあたり日米の外務・防衛担当閣僚が共同声明を出している。
2019年6月、以前から同様の発言をしていた米大統領ドナルド・トランプは日米安保条約について「もし日本が攻撃されれば我々は戦う」・「我々が攻撃されても日本は助ける必要が全く無い」・「（日本は）ソニーのテレビで見るだけだ」などと発言した。日米両政府は否定したものの、29日に大阪にて開催されたG20で来日し、閉幕後の会見で「破棄することは全く考えてない。不平等な合意だと言っている」「6カ月間、条約は見直す必要があると安倍晋三首相に伝えてきた」などと発言したが、菅官房長官は否定した。

### 日本抑止論
1971年（昭和46年）7月、中国を訪問したヘンリー・キッシンジャーとの会談で、周恩来首相が日本には「拡張主義的傾向がある」と指摘したのに対し、キッシンジャーは同意して日米安保関係がそれを防いでいる、と述べた。これは現在の記録で確認できる、米中首脳が最初に日米安保「瓶の蓋」論を共有した瞬間とされる。
1990年（平成2年）3月、在沖縄アメリカ海兵隊司令官ヘンリー・スタックポール（Henry C. Stackpole, III）少将は「アメリカ軍が日本から撤退すれば、既に強力な軍事力を日本はさらに増強するだろう。我々は 『瓶のふた』 のようなものだ」と発言し、日本を抑止する必要があるとの見解を示した。
1999年（平成11年）のアメリカの世論調査では、条約の目的は何かという質問への回答が、「日本の軍事大国化防止」が49パーセント・「日本防衛」が12パーセントとなった。

### 第5条共同対処宣言（義務）に関する解釈
この条約の第5条では日米両国の「共同対処」宣言が明記されており、アメリカが集団的自衛権を行使して日本を防衛する義務を負うという根拠とされている。日本の施政下においては、日本はもちろん「在日米軍に対する武力攻撃」であっても」「日米が共同して対処すること」となる。この際、日本はあくまで「日本への攻撃」に対処すると考えるられるため、日米安保に基づいた行動を行う場合も集団的自衛権ではなく、自国を守るための個別的自衛権の行使に留まるとの解釈が過去になされた。
また第5条では「日本の施政下の領域における日米どちらかへの攻撃」についてのみ述べられており、在日アメリカ軍基地・在日アメリカ施設などは含まれていない。しかし、日本の領土・領空を侵害せずにこれらに対する攻撃を行うことは不可能であるため、アメリカの施設に対する攻撃であっても日本への攻撃と同等と見做して同様に対処を行う。その他に、日本を防衛するために活動を行っているアメリカの艦艇に関しても、第98回国会の衆議院予算委員会にて谷川防衛庁長官（当時）が「（前略）アメリカの艦艇が相手国から攻撃を受けたときに、自衛隊が我が国を防衛するための共同対処行動の一環としてその攻撃を排除することは、我が国に対する武力攻撃から我が国を防衛するための必要な限度内と認められる以上、これは我が国の自衛の範囲内に入るであろう」と答弁しており、自衛隊による防護が可能となっている。
2012年（平成24年）11月29日、米連邦議会上院は本会議で、尖閣諸島問題を念頭に日本の施政権についての米国の立場について「第三国の一方的な行動により影響を受けない」「日米安保条約第5条に基づく責任を再確認する」と宣言する条項を国防権限法案に追加する修正案を全会一致で可決した。
2013年（平成25年）1月2日、前月20日に米下院・翌21日に米上院で可決された尖閣諸島が日米安全保障条約第5条の適用対象であることを明記した条文を盛り込んだ「2013年会計年度国防権限法案」にバラク・オバマ大統領が署名して法案が成立した。尖閣諸島の条文には「武力による威嚇や武力行使」問題解決を図ることに反対するとしている。

### 米国下院で「日本側に有利過ぎる」と批判された日米安保条約
一方で、アメリカ側からの「日本に有利すぎる」といった批判がある。
日米地位協定第24条において、アメリカ軍の維持経費は「日本国に負担をかけないで合衆国が負担する」と規定されている。旧ソ連（現在のほぼ独立国家共同体構成国、主にロシアに相当）を主な脅威としていた日米安全保障の本質は冷戦終結と共に変化しているが、条約部分に決定的な変化は無い。また日米安全保障条約は、日本側が正常な軍事力を持つまで……として締結された経緯もあり、アメリカ側には日本を防衛する事を必要とされるが、日本側は必ずしもアメリカを防衛することは必要では無い状態になっている。これは日本側の憲法解釈（政府見解）上の制約で、個別的自衛権の行使は日米両国共に可能だが、集団的自衛権の場合は日本は憲法に抵触する恐れがあるという政策を採っている。抵触するかどうかについては議論が続いており、結論は出ていない。この事実を日本の二重保険外交と解釈し、日本はアメリカに対する防衛責務を負っていないのに、アメリカから防衛されている状態ではアメリカの潜在的敵国と軍事的協調をとれる余地を残している、との批判が米議会にあったことも事実である。また、アメリカ側は日本に対して集団的自衛権を行使出来ると明言しており、費用面からも、軍事的負担がアメリカ側に多いと、日米安全保障条約はアメリカで時として非難される。だが実際のところ、日米安全保障条約の信頼を失墜させるほどの行為は日米両国共にとっていないので、こう言った批判は、やはりアメリカでも少数派に留まっている。

### 米軍が日本に駐留し続ける事の意義
2008年（平成20年）2月13日、ホワイトハウスのデイナ・ペリーノ報道官は「アメリカはどこに居ようとどこに基地を持とうと、それはそれらの国々から招かれてのことだ。世界のどのアメリカ軍基地でも撤去を求められているとは承知していない。もし求められれば恐らく我々は撤退するだろう」と述べた（ダナ・ペリノ発言、「恒久的基地は世界のどこにもない」AFP通信電）。
ただし世界的には、アメリカ軍自身が戦略的に必要と考える地域で現地の国民が駐屯に反対した場合には、駐留と引き換えの経済協力を提案し、あるいはパナマ侵攻・グレナダ侵攻や死の部隊の活動などに見られるように、反対勢力には経済制裁や対外工作機関（CIAなど）による非公然活動（スキャンダル暴露や暗殺など）、場合によっては軍事介入などのさまざまな妨害をちらつかせるなど、「アメとムチ」を使って駐留を維持させるという説もある。またディック・チェイニーは国防長官当時の1992年（平成4年）に議会で「アメリカ軍が日本にいるのは、日本を防衛するためではない。アメリカに軍が必要とあらば、常に出動できる前方基地として使用できるようにするため。加えて日本は駐留経費の75パーセントを負担してくれる」とまで発言している（思いやり予算）。
「日本がアメリカに軍の駐留費用を負担する意味があるか」との疑問が日本共産党などから提議されている。

### アメリカの核の傘を否定する発言
アメリカの核の傘に対する否定的見解が、個人的見解としてアメリカの政治家・学者などから出ている。
- 以下のアメリカの要人が、アメリカの核の傘を否定する発言をしている。
  - サミュエル・P・ハンティントン（ハーバード大学比較政治学教授）
  - マーク・カーク（連邦下院軍事委員会メンバー）
  - ケネス・ウォルツ（国際政治学者、カリフォルニア大学バークレー校名誉教授）
  - エニ・ファレオマバエガ（下院外交委・アジア太平洋小委員会委員）

上記のように、アメリカ中枢の人間が個人的立場で他国のために核報復は無いと明言しているが、その場合日本にとって核の傘の意味が低下する。
しかしこれらの発言は全て現職の閣僚・高官時の発言ではなく、要職を退いてからの個人的発言である。アメリカ政府としては、1965年（昭和40年）にある日米共同声明第8項「8.大統領と総理大臣は、日本の安全の確保につきいささかの不安もなからしめることがアジアの安定と平和の確保に不可欠であるとの確信を新たにした。このような見地から，総理大臣は，日米相互協力及び安全保障条約体制を今後とも堅持することが日本の基本的政策である旨述べ、これに対して、大統領はアメリカが外部からのいかなる武力攻撃に対しても日本を防衛するという同条約に基づく誓約を遵守する決意であることを再確認した。」とあるようにいかなる武力攻撃に対しても日本を防衛する誓約を遵守する決意を表明している。
1966年（昭和41年）の外務省による「日米安保条約の問題点について（外務省）」でも、アメリカの核抑止力について「安保条約第五条は，日本が武力攻撃を受けた場合は、日米両国が共通の危険に対処するよう行動することを定めている。ここにいう「武力攻撃」は、核攻撃を含むあらゆる種類の武力攻撃を意味する。このことは佐藤・ジョンソン共同声明が、アメリカが外部からの「いかなる武力攻撃」に対しても日本を防衛するという、安保条約に基づく誓約を遵守する決意であると述べていることによっても確認されている。」とあるように、アメリカ政府としては如何なる武力攻撃に対しても日本を防衛する方針と看做せる。
このことは、2004年（平成16年）の日本プレス・クラブでの記者会見で、当時米国務副長官リチャード・アーミテージが｢条約は、日本あるいは日本の施政権下にある領土に対するいかなる攻撃も、アメリカに対する攻撃とみなされることを定めている｣と発言したことからも明らかである。また、核の傘の存在を肯定する意見として、ジョセフ・ナイ（ハーバード大学教授、元国務省国務次官補）、ポール・ジアラ（国防総省日本部長）、ジェームズ・シュレジンジャー（元国防長官）、キャスパー・ワインバーガー（元国防長官）らの意見が代表例である。

#### 日本側の「核の傘」に対する疑問
西村眞悟衆議院議員は第155回国会内閣委員会第2号（平成14年10月30日（水曜日））において、「アメリカは主要都市に核ミサイルが落ちる危険性を覚悟して日本に核の傘を開くのか」と疑念を述べた。またヨーロッパへ向けられたロシアの核についてのアメリカの「シアター・ミサイル・ディフェンス」という発言を捉え、アメリカ自身が核ミサイルの射程外の場合関係ないというアメリカの意識がにじみ出ていると主張した。

## 日本国内の認識

### 極東の範囲（昭和35年2月26日政府統一見解）
以下、外務省公式サイト掲載の「極東の範囲（昭和35年2月26日政府統一見解）」
「新条約の条約区域は、『日本国の施政の下にある領域』と明確に定められている。他方同条約は、『極東における国際の平和及び安全』ということも言っている。一般的な用語としてつかわれる『極東』は、別に地理学上正確に画定されたものではない。しかし、日米両国が、条約にいうとおり共通の関心をもっているのは、極東における国際の平和及び安全の維持ということである。この意味で実際問題として両国共通の関心の的となる極東の区域は、この条約に関する限り、在日米軍が日本の施設及び区域を使用して武力攻撃に対する防衛に寄与しうる区域である。かかる区域は、大体において、フィリピン以北並びに日本及びその周辺の地域であって、韓国及び中華民国の支配下にある地域もこれに含まれている。（「中華民国の支配下にある地域」は「台湾地域」と読替えている。）
新（安保）条約の基本的な考え方は右の通りであるが、この区域に対して武力攻撃が行われ、あるいはこの区域の安全が周辺地域に起こった事情のため脅威されるような場合、アメリカがこれに対処するため執ることのある行動の範囲は、その攻撃又は脅威の性質如何にかかるのであって、必ずしも前記の区域に局限される訳では無い。
　
しかしながらアメリカの行動には、基本的な制約がある。すなわちアメリカの行動は常に国際連合憲章の認める個別的又は集団的自衛権の行使として、侵略に抵抗するためにのみ執られることになっているからである。またかかるアメリカの行動が戦闘行為を伴うときはそのための日本の施設の使用には、当然に日本政府との事前協議が必要となっている。そして、この点については、アイゼンハウァー大統領が岸総理大臣に対し、アメリカは事前協議に際して表明された日本政府の意思に反して行動する意図の無いことを保証しているのである。」

### 沖縄県
沖縄県の在日アメリカ軍基地が日本の国土面積に占める割合は1割以下だが、在日アメリカ軍基地面積の7割以上（ただし自衛隊との共用地を除いたアメリカ軍専用地の割合）が沖縄県に集中している事で、本土（沖縄県を除く他の46都道府県全体）と比べて不公平だとする意見や、在日アメリカ軍基地の必要性についても疑問視する意見が沖縄県には多数ある。また、在日アメリカ軍基地近隣の騒音問題がある。
2010年（平成22年）5月に毎日新聞と琉球新報が沖縄県民を対象に行ったアンケートによると、同条約を「平和友好条約に改めるべき」が55パーセント・「破棄すべき」が14パーセント・「維持すべき」は7パーセントだった。

### 識者
時事通信社解説委員の田崎史郎は、2017年2月10日に行われた日米首脳会談のニュースに触れ、中国が領有権を主張する尖閣諸島を巡っては、安倍晋三首相が首脳会談後の記者会見で、日米安保条約5条の適用対象であると首脳間で確認したと説明した。トランプ氏が会談でどのように発言したかは不明だが、共同声明に「日米安保条約第５条が尖閣諸島に適用される」と明記したことに対して、日本の防衛において日米安保は無くてはならない条約。日米関係に隙間を空けてはならないと答えた。
評論家の大井篤は1960年（昭和35年）の条約改定に当たり、「日米安全保障条約の持つ抑止効果を積極的に追求するべきである」と結論付けた。
元外務省局長の孫崎享は、「日米安保は日本の利益を守るためにあるのではなく、存在意義は全く無い」と述べている。また孫崎は、集団的自衛権について「アメリカが日本を戦闘に巻き込むのが狙い」と述べている。

### 世論調査
内閣府が2010年（平成22年）1月に実施した世論調査では、同条約が日本の平和と安全に「役立っている」との回答が76.4パーセント・「役立っていない」との回答が16.2パーセントとなった。また「日本の安全を守るためにはどのような方法をとるべきだと思うか」との問いには「現状通り日米の安全保障体制と自衛隊で日本の安全を守る」との回答が77.3パーセント・「日米安全保障条約をやめて、自衛隊だけで日本の安全を守る」が9.9パーセント・「日米安全保障条約をやめて、自衛隊も縮小または廃止する」が4.2パーセントとなった。

### 集団的自衛権との関係
従来の日本国憲法第9条解釈と日米安全保障条約では、安保条約第5条で米国に日本防衛のために米軍兵士に出動してもらうのを借りとして、第6条で日本国内に米軍基地の土地を提供することで返す事を前提に、1960年の安保条約改定時では「人（米軍）と物（日本）とのバーター」取引と言われた。安保条約は第5条と6条によって対等な関係とされた。
在日アメリカ軍が日本を防衛するのに、日本の自衛隊はアメリカ軍を守れないから集団的自衛権を行使するという第2次安倍内閣の憲法新解釈を、民主党の江崎孝参議院議員は2014年6月の参議院決算委員会で「集団的自衛権を容認するなら(従来と比べて日本側にとっては)在日米軍の分だけ負担が重くなる」と基地提供を認める安保条約6条の削除を迫ったが、安倍晋三首相は「条約を変える考えは毛頭無い。」と応えた。